# Баранов, Вячеслав Григорьевич
Вячеслав Григорьевич Баранов (26 февраля 1888, ст. Луганская — 21 июня 1964, Лондон) — русский офицер, военный лётчик, начальник авиации Донской армии, начальник Отдельного Донского корпуса Русской армии Врангеля, генерал-майор (1920).

## Происхождение
Из дворян Войска Донского. Вячеслав родился 26 февраля 1888 года в станице Луганская Донецкого округа Войска Донского в семье офицера Войска Донского Баранова Григория Лукьяновича. Брат, Баранов Дмитрий Григорьевич (1881—1945, в 1920 году — генерал-майор Донской Армии).

## Биография
Выпускник Донского императора Александра III кадетского корпуса (1905), он 5.06.1908 г. окончил Николаевское инженерное училище и 15.06.1908 г. выпущен подпоручиком в 4-й саперный батальон.
С 24 июня 1908 г. — зачислен в военную телеграфную роту. С 31.03. по 30.05.1910 г. — и.д. делопроизводителя батальонного суда. С 29 сентября 1910 г. — в 5-й воздухоплавательной роте. Поручик — 01.10.1910 г., а 31.10.1910 г. возвращен в 4-й саперный батальон.
1 ноября 1910 г. назначен в переменный состав Офицерской воздухоплавательной школы. 10.10.1911 г., по окончании школы, переведен на службу в 5-ю воздухоплавательную роту младшим офицером. С 24.03.1912 г. — при батальоне воздухоплавательной школы.
1 августа 1912 г. выдержал экзамен в авиационном отделе Офицерской воздухоплавательной школы на звание лётчика на аппарате «Фарман». 05.10.1912 г. сдал экзамен на звание «военного лётчика» на аппарате «Фарман-7».
28 января 1913 г. присвоено звание — военный лётчик и 22.03.1913 г. Баранов назначен летчиком авиационного отряда, прикомандированного к гвардейскому корпусу.
30 марта 1914 г. переведен в Гродненскую крепостную воздухоплавательную роту. С 17.06.1914 г. по 26.06.1914 г. участвовал в отрядном перелете по маршруту Санкт-Петербург — Новгород — Псков — Юрьев — Ревель — Санкт-Петербург.
С началом Первой мировой войны откомандирован в Гвардейский корпусной авиационный отряд. Штабс-капитан (01.10.1914 г.). За боевые заслуги награждён Георгиевским оружием (14.04.1915 г.).
С 06 июня 1915 г. по 11 августа 1915 г. находился в командировке в Москве на заводе «Дукс» "для обучения полетам на аппаратах «Моран-парасоль»".
С 15 августа 1915 г. по 19 января 1917 г. — начальник Гвардейского корпусного авиационного отряда. 25 апреля 1916 г. был назначен помощником командира I-го авиационного дивизиона.
С 19 января по 24 октября 1917 г. — капитан (22.04.1917 г.) — начальник 7-го авиационного дивизиона. Подполковник — 27.09.1917 г.
В декабре 1917 г. вступил в армию Украинской Народной Республики (УНР). С 15.12.1917 г. — инспектор авиации УНР. С 20.08. по 30.08.1918 г. — инспектор авиации Киевского района армии гетмана П. П. Скоропадского, который в апреле 1918 г. упразднил УНР и провозгласил Украинскую Державу (марионеточное государство, созданное германо-австрийскими оккупантами).
Баранов, находясь на службе у гетмана, тайно симпатизировал марионеточной Донской казачьей республике и в июне вышел на контакт с её агентами в Киеве, которым пообещал оказать содействие в поставках авиатехники Юго-Западного и Румынского фронтов, оставшейся после распада Российской Империи на украинской территории. По другой версии — для усиления своих войск атаман Краснов получил из Украины несколько эшелонов с аэропланами, авиационным оборудованием, боеприпасами (и с авиаторами, пожелавшими служить в Донской армии) по негласному договору с гетманом Скоропадским и с согласия германского командования, чьи войска в 1918 году вошли в Ростов-на-Дону и поддержали провозглашение государственности Дона.
…4-го июля сформированный Барановым эшелон из 24 вагонов с самолетами, моторами, запчастями и авиабомбами отправился на восток. По документам он вез в Харьков имущество для одного из отрядов украинских ВВС. На самом же деле поезд пересек неохраняемую границу, миновал Таганрог и 27 июля прибыл в казачью столицу Новочеркасск.
 2 августа за ним последовал очередной состав из 40 товарных и одного пассажирского вагона, в котором, помимо самолетов, находилась группа украинских летчиков во главе с полковником Ковалевым, желавших сражаться с большевиками в рядах Донской армии. 
 

Но даже при тогдашней неразберихе скрыть исчезновение двух эшелонов с аэропланами оказалось невозможно. «Двойная игра» Баранова была раскрыта. Правительство гетмана Скоропадского издало приказ о его аресте и обратилось к германскому командованию, под чьим контролем находились все железные дороги Украины, с требованием задержать хотя бы второй эшелон. Однако ни то ни другое не увенчалось успехом. Баранов не стал дожидаться конвоиров и одновременно с отправкой второго состава бежал в Новочеркасск, где его уже ждал пост начальника авиации Всевеликого Войска Донского. А немцы, связанные с Доном секретным договором о военной помощи, просто проигнорировали требование Киева…
С сентября 1918 г. — в Донской армии. С 25.12.1918 г. — полковник. С 26.09.1918 г. по 03.03.1919 г. — командир Донского самолетного дивизиона. С 03.03.1919 г. по 24.03.1920 г. — начальник авиации Донской армии.
13 марта 1920 г. эвакуировался из Новороссийска в Крым.
С 24 марта по 1 мая 1920 г. — начальник Отдельного Донского корпуса. С 13.04.1920 г. — член комиссии для выработки устава Общества взаимопомощи чинов авиации.
14 апреля 1920 г. прикомандирован к Управлению начальника авиации Русской армии, «за расформированием Донской авиации». В Русской армии генерала Врангеля — заместитель командующего авиации.
30 апреля 1920 г. произведен в генерал-майоры за боевые отличия.
С 01 мая по 12 декабря 1920 г. — начальник Донского корпуса. С 29.06.1920 г. — член суда чести для штаб-офицеров авиации.
При оставлении Крыма, в ноябре 1920 г., выполняя приказ генерала Врангеля, оставил на аэродромах Симферополя и Севастополя все боевые самолеты в полной сохранности.
В ноябре 1920 г. на судне «Сцегед» из Крыма вместе с женой Вячеслав Григорьевич эвакуируется в Турцию. В эмиграции находился сначала в Болгарии и Сербии, затем во Франции.
Преподавал на Высших военно-научных курсах (с 1927), читал лекции в Военно-морском историческом кружке, в Офицерской школе усовершенствования знаний, в Спортивном авиационном кружке (1930-е). Член Общества по изучению мировой войны (1930-е).
Начиная с 1929 г. был постоянным сотрудником журнала «Часовой».
В 1930-м году он избирается заместителем председателя Союза русских летчиков за рубежом, а в 1938 году становится и его председателем. Принимал участие в создании Высших военно-научных курсов генерала Н. Н. Головина. Оставил ряд трудов, посвященных применению авиации в будущей войне, а также курс лекций на Высших военно-научных курсах генерала Головина.
В 1939 году вместе с отделом французского Министерства авиации, в котором служил, эвакуируется в Лондон. После Второй мировой войны занимался научной деятельностью.
В 1952 вошёл в Комитет по сооружению иконы-памятника Русскому воздушному флоту (для установки в Свято-Александро-Невском соборе в Париже).
Умер в Лондоне 21 июня 1964 года. Погребен на кладбище Вест-Бромптон.
Жена — Баранова Екатерина Сергеевна — сестра милосердия, поэтесса; умерла 10 января 1962 года в Лондоне.

## Награды
- Орден Св. Станислава 3-й ст. — ВП от 28.10.1911 г.;
- Орден Св. Анны 3-й ст. — ВП от 27.03.1913 г.;
- Медаль «В память 300-летия царствования дома Романовых» — 1913 г.
- Орден Св. Станислава 2-й ст. с мечами — ВП от 06.11.1914 г., за воздушную разведку в тылу расположения противника 7 сентября 1914 г.;
- Орден Св. Владимира 4-й ст. с мечами и бантом — ВП от 28.01.1915 г., за ряд дальних воздушных разведок над расположением противника с 5 октября 1914 г.;
- Орден Св. Анны 2-й ст. с мечами — ВП от 04.03.1915 г., за дальние воздушные разведки над расположением противника 25 октября 1914 г.
- Мечи и бант к имеющемуся ордену Св. Анны 3-й ст. — ВП от 27.09.1915 г., за ряд дальних воздушных разведок в ноябре 1914 г.
- Мечи и бант к имеющемуся ордену Св. Станислава 3-й ст. — ВП от 13.12.1915 г., за ряд дальних воздушных разведок в феврале 1915 г.
- Георгиевское оружие — ВП от 14.06.1915 г. 
«...за то, что 5-го октября 1914 г. произвел воздушную разведку в районе неприятельского расположения, при крайне тяжелых атмосферных условиях и под артиллерийским огнём противника, причем обнаружил направление движения неприятельского авангарда и расположение его главных сил, что существенно повлияло на успешный ход боя».